# فيزياء كيميائية

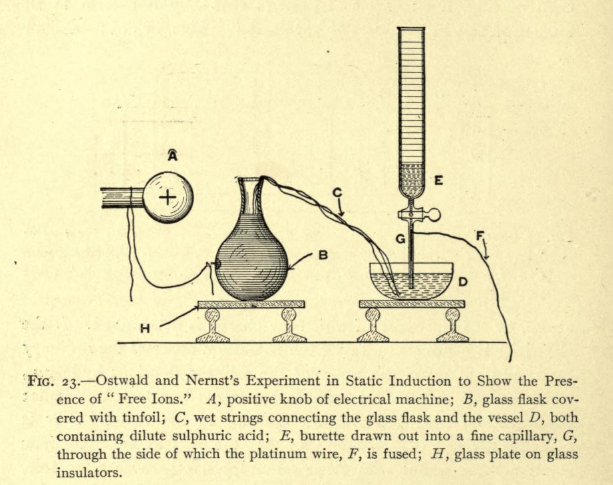

الفيزياء الكيميائية (بالإنجليزية: Chemical physics)‏ هي فرع من فروع الكيمياء والفيزياء الذي يدرس الظواهر الفيزيوكيميائية باستخدام فيزياء ذرية وجزيئية وبصرية وفيزياء المواد المكثفة، أي أنه فرع العلوم الذي يدرس العمليات الكيميائية من وجهة نظر فيزيائية. الفيزياء الكيميائية تختلف عن الكيمياء الفيزيائية بحيث أنها تركز على خصائص العناصر والنظريات الفيزيائية، إلا أن التمييز التام بينهما أمر صعب.
يبحث العديد من الفيزيائيين الكيميائيين بشكل شائع عن بنية وديناميكا الأيونات، و الجذور الحرة، والوليمرات، والتجمعات، والجزيئات. هذا الفرع من الدراسة يتضمن سلوك الميكانيكية الكمومية للتفاعلات الكيميائية، و عملية التذويب، وتدفق الطاقة البين-جزيئي والداخل-جزيئي، والكائنات الفردية مثل النقاط الكمومية. يستعمل الفيزيائيين الكيميائيين التجريبيين العديد من من التقنيات المطيافية لفهم أفضل للرابطة الهيدروجينية، وانتقال الإلكترون، و تشكل وانحلال الروابط الكيميائية، والتفاعلات الكيميائية، وتشكل الجسيمات النانوية. أما الفيزيائيين الكيميائيين النظريين فأنه يقومون بخلق محاكاة للعمليات الجزيئية التي يتم التقصي عنها في تلك التجارب للقيام بشرح النتائج وأيضاً توجيه البحوث المستقبلية. من أهداف دارسة الفيزياء الكيميائية فهم التفاعلات والبنى الكيميائية في المستوى الميكانيكي الكمومي، وتوضيح تفاعلية وبنية الجذور والأيونات الطورية الغازية، واكتشاف التقريبات الدقيقة لجعل فيزياء الظواهر الكيميمائية مقبولة حسابياً. يبحث الفيزيائيين الكيميائيين عن أجوبة لبعض الأسئلة مثل:
- هل يمكننا اختبار التنبؤات الميكانيكية الكمومية تجريبياً للاهتزازات والتناوبات الخاصة باللجزيئات البسيطة؟
- هل يمكننا تطوير طرق أكثر دقة لحساب خصائص وبنية الإلكترون للجزيئات؟
- هل يمكننا فهم التفاعلات الكيميائية من المبادئ الأولى؟
- لماذا تبدأ النقاط الكمومية بالوميض (في التفسير النمطي للحركية الكسيرية) بعد امتصاص الفوتونات للضوء؟
- كيف تحدث التفاعلات الكيميائية على أرض الواقع؟
- ما هي العملية -خطوة بخطوة- التي تحدث عندما يصبح الجزيء المعزول مذاباً؟
- هل يمكننا استعمال حصائص الأيونات السالبة لتحديد البنى الجزيئية، أو لفهم ديناميكية تفاعل كيميائي، أو لشرح التفريق الضوئي؟
- لماذا تصدم موجة من أشعة إكس اللينة بعدد كافي من إلكترونات الذرات في تجمعات الزينون لتسبب انفجارها؟

## الحقول المتعلقة
- كيمياء فيزيائية
- ديناميكا جزيئية
- كيمياء كمومية
- فيزياء الحالة الصلبة
- مطيافية
- قوى بين جزيئية
- كيمياء السطوح